# Songs of the Rockies
Songs of the Rockies - tomik wierszy amerykańskiego poety Charlesa Edwina Hewesa, wydany po raz pierwszy w 1914. Jest on najbardziej znaną, obok eposu The America, pozycją autora. Wiersze zawarte w zbiorku sławią piękno górskiej przyrody Longs Peak Valley and Estes Park.
FAIR one, thy snow lords are waking 

 'Neath the torches of crimson morn. 

Fair one, thy gray crags are steaming 

In the mists of the midnight storm. 

Fair one, the eagles are screaming 

A challenge to mountain hearts. 

Fair one, thy woods are ringing 

In the pipe of a thousand larks.

(Estes Park - my Colorado Queen)